# 譚雅婷
譚雅婷（英語：Tan Ya-Ting，1993年11月7日—）是台灣女子射箭運動員，現效力於中華企業射箭聯賽台中銀行隊。

## 生涯
譚雅婷在國小5年級加入射箭隊，第1次參加全國比賽即獲得金牌。她曾就讀富禮國中、香山高中，高中指導教練為倪大智。譚雅婷於2012年全國中等學校運動會資格賽，以668分打破由雷千瑩於2010年在亞洲射箭大獎賽所創下的70米雙局667分全國記錄。
2010年，譚雅婷參加2010年夏季青年奧林匹克運動會射箭比賽，於金牌戰時以2-6輸給韓國選手郭藝智，獲得銀牌。
同年，譚雅婷入選中華台北亞運代表隊，參加2010年亞洲運動會，團體賽與隊友袁叔琪、吳蕙如打進銅牌戰時，遇上印度隊，最後以217-218一分之差，敗給印度隊，僅得第4名。
2012年，譚雅婷入選2012年夏季奧林匹克運動會中華台北代表團，個人賽在16強敗給義大利Lionetti，團體賽則於8強敗給俄羅斯代表隊。
2015年，譚雅婷在2015年夏季世界大學運動會與熊梅茜、林詩嘉擊敗南韓代表隊，獲得女子射箭團體金牌，也是台灣歷史上首面女子反曲弓團體金牌。2015年，譚雅婷在世界射箭大獎賽哥倫比亞站獲得女子射箭團體金牌。
2016年5月，譚雅婷在世界射箭大獎賽上海站與雷千瑩、林詩嘉獲得女子射箭團體金牌，她和魏均珩則在混合雙人賽獲得銀牌，個人賽則摘下銀牌，敗給韓國具惠畢。
2016年，譚雅婷與雷千瑩、林詩嘉在2016年夏季奧林匹克運動會擊敗義大利代表隊，獲得女子射箭團體銅牌。她在個人賽於八強敗給德國莉萨·翁鲁。
2017年，世界盃射箭賽第三站鹽湖城站賽事，女子團體組反曲弓中華隊與南韓隊爭冠，中華女將表現優異，技壓南韓摘金。
反曲弓項目女子團體組金牌戰，中華隊雷千瑩、彭家楙與譚雅婷，面對射箭運動強國南韓毫無懼色，發揮實力神準。
首回合中華女將下馬威就命中二枝十分箭，反觀南韓只有一枝十分箭，甚至還有七分箭，氣勢上中華隊先聲奪人。
第二回合中華隊又命中三枝十分箭，總計四個回合中華隊命中八枝十分箭，南韓選手則只有四枝，高下立判，最後南韓「銀」恨，大陸則是銅牌，中華隊摘下金牌。
中華反曲弓射箭隊在鹽湖城站共射進四場金牌戰，雖只有女團摘金，男團、混雙譚雅婷╱魏均珩及譚雅婷的女子個人賽都「銀恨」，但倪大智認為實力有正常發揮，總計一金三銀一銅仍是不錯成績，且廿歲小將新秀彭家楙連兩站都登上決賽場，對經驗有很好加成效果。
2017年8月24日在桃園市國立體育大學田徑場舉行的台北世大運射箭比賽中譚雅婷與雷千瑩、彭家楙在女子團體反曲弓射箭比賽奪得銀牌。在同日女子個人反曲弓射箭比賽中也奪得銀牌。可謂雙喜臨門。
2019年，譚雅婷於新成立的中華企業射箭聯賽選秀會上由甲山林隊以首輪第一順位選進，成了首屆射箭聯賽的選秀狀元。

## 外部連結
- 譚雅婷在国际奥林匹克委员会的资料
- 譚雅婷的Facebook專頁 （页面存档备份，存于）
- 譚雅婷的Instagram帳戶